# SGR 1935+2154
SGR 1935+2154 (SGR J1935+2154) — источник мягких повторяющихся гамма-всплесков, представляющий собой старую компактную звезду. В настоящее время такие источники и связанные с ними аномальные рентгеновские пульсары, предположительно, возникают у магнетаров.  28 апреля 2020 года этот остаток звезды, находящийся на расстоянии около 30 тысяч световых лет в созвездии Лисички, наблюдался в связи с мощным импульсом радиоизлучения FRB 200428 и ярким рентгеновским всплеском. Открытие примечательно тем, что это первый FRB, обнаруженный в пределах Млечного Пути и связанный с известным источником.

## История
Обсерватория Swift впервые сообщила о повышении активности остатка звезды при обнаружении вспышки 27 апреля 2020 года. На следующий день в рамках проекта CHIME было указано на два ярких радиоисточника в диапазоне частот от 400 МГц до 800 МГц в направлении остатка звезды, что давало связь между радиоизлучением и остатком звезды. По оценкам вспышки обладали той же энергией, что и ярчайшие вспышки от Крабовидной туманности. Независимое обнаружение вспышек на частоте 1.4 ГГц группой проекта STARE2 показало, что вспышка FRB 200428 по свойствам похожа на внегалактические вспышки, тогда величина вспышки должна была достигать >1.5 МЯн мс, она в 1000 раз превышает величину, полученную в рамках проекта CHIME. На расстоянии ближайшего известного быстрого всплеска FRB 200428 имел бы поток f >7 мЯн мс. Телескопы INTEGRAL, Konus-Wind, Insight-HXMT и AGILE сообщили о вспышке рентгеновского излучения от SGR 1935+2154, произошедшего в то же время, что и вспышка, обнаруженная CHIME и STARE2, это был первый раз, когда быстрый всплеск был связан с источником рентгеновского излучения. Для более корректного соотнесения FRB 200428 с остатком звезды были получены наблюдения на телескопе FAST, при этом была обнаружена более слабая вспышка в радиодиапазоне, которая была зарегистрирована не далее чем в нескольких угловых минутах от расположения остатка звезды, это наблюдение не противоречит расположению, полученному по данным STARE2 и CHIME.
Спутники NuSTAR, Swift и NICER наблюдали несколько коротких рентгеновских вспышек 29 и 30 апреля 2020 года, они подтвердили, что магнетар всё ещё в активной фазе. Телескопы Very Large Array следили за остатком звезды спустя 1–2 дня после всплеска FRB 200428, но они не обнаружили каких-либо всплесков излучения или послесвечения. В обзоре Deep Space Network остаток звезды наблюдался в интервале от 1,5 до 3,5 дней после быстрого всплеска, наличие периодического излучения не было обнаружено. Сеть телескопов LOFAR также искала импульсы от источника спустя 1,5 дня после FRB 200428 на частоте 145 МГц, но импульсы не были обнаружены. Телескоп Аресибо также не зарегистрировал никаких вспышек в течение периода активности магнетара в октябре 2019 года. Телескоп Спектр-РГ наблюдал объект за 4 дня до FRB 200428, но вспышечной активности не обнаружил. 4 июня 2020 года астрономы сообщили о периодических пульсациях в радиодиапазоне по данным наблюдений в обсерватории Медичина 30 мая 2020 года. О другом исследовании сообщили 6 июня 2020 года, наблюдения проводились 13 мая 2020 года на телескопах Европейской РСДБ-сети. Наряду с вышеперечисленными проводились и другие наблюдения .